# Hexenjagd (Drama)
Hexenjagd (engl. Originaltitel The Crucible) ist ein Theaterstück des US-amerikanischen Dramatikers Arthur Miller aus dem Jahr 1953.

## Handlung
Hexenjagd spielt im Jahr 1692 in Salem, einer Gemeinde im heutigen US-Bundesstaat Massachusetts.
In dem kleinen Städtchen Salem überrascht der Pfarrer Samuel Parris seine Tochter Betty, seine Nichte Abigail Williams und weitere Mädchen bei einem okkulten Ritual im Wald.
Einige der Kinder scheinen sich nicht von dem Schock der Entdeckung zu erholen. Sie werden ohnmächtig oder krank, was sie aber nur vortäuschen, um sich selbst zu schützen. Da die „Krankheiten“ der Kinder von Ärzten nicht zu erklären sind, entsteht schnell das Gerücht von übernatürlichen Ereignissen, von Teufelsbeschwörung und Hexerei.
Pastor Parris beauftragt Pastor Hale, einen Teufelsspezialisten, der Krankheit seiner Tochter auf den Grund zu gehen. Die Mädchen, allen voran Abigail, merken sehr schnell, dass sie selbst der Strafe entgehen können, wenn sie andere beschuldigen, sie zu ihrem verbotenen Tun getrieben zu haben. Sie nennen wahllos Namen von Gemeindemitgliedern, die angeblich mit dem Teufel im Bund stehen, und das Verhängnis nimmt seinen Lauf.
Der Stellvertreter des Gouverneurs, Danforth, und sein Assistent Richter Hathorne eröffnen ein Gericht in Salem. Hauptzeugen sind die Mädchen, die bald halb Salem als Hexen denunzieren. Der Bauer John Proctor durchschaut jedoch die Lügen und warnt davor, den Anklagen der Mädchen Glauben zu schenken. Abigail, die ein persönliches Interesse an Proctor hat, da er eine Affäre mit ihr hatte, während sie als Magd in seinem Haushalt tätig war, bezichtigt dessen Frau Elizabeth der Hexerei. Elizabeth wird verhaftet.
Proctor versucht mit Hilfe seiner Magd Mary Warren seine Frau zu retten und vor Gericht zu beweisen, dass Abigail und die Mädchen lügen. Zunächst gesteht Mary, dass die Mädchen alles nur vorgetäuscht haben. Doch unter dem Druck der Mädchen und nach einem neuerlich inszenierten Anfall kann sie ihr Geständnis nicht aufrechterhalten. Proctor bekennt sich zu seiner früheren Beziehung zu Abigail und versucht, Richter Danforth von deren Hass auf Elizabeth zu überzeugen. Dieser lässt Elizabeth kommen und befragt sie. Doch Proctors Frau, die seine Ehre retten will, behauptet, dass es kein Verhältnis gegeben habe. Während sie abgeführt wird, offenbart John ihr sein Geständnis. Mary bricht zusammen. Sie beschuldigt nun Proctor, mit dem Teufel im Bund zu sein und sie zu dem Geständnis gezwungen zu haben. Proctor wird verhaftet und zum Tode verurteilt. Hale, der Zweifel an Proctors Schuld hat, verlässt das Gericht.
Aufstände in Andover ändern die Situation. Parris befürchtet einen Aufstand auch in Salem. Außerdem sind die Mädchen geflohen, allen voran Abigail. Das Gericht erkennt nun seinen Irrtum. Doch der Lauf der Dinge ist nicht mehr aufzuhalten, andernfalls wären Autorität und Respekt verloren. Danforth, der sein Gesicht wahren will, hofft nun, dass der zurückgekehrte Hale Proctor und die anderen zu einem Geständnis bringen kann. Proctor gesteht tatsächlich, zerreißt jedoch anschließend sein Geständnis und bezeichnet es als Lüge. Er und die anderen werden gehängt.
Die Entwicklung der Ereignisse schlägt sich auch im Verhalten der Kirche nieder. Während Pastor Parris, aus Angst seine Autorität aufs Spiel zu setzen, einfach zusieht, reicht Richter Hathorne der Glaube der naiven, eigentlich unglaubwürdigen Mädchen, um bei den Angeklagten Hexerei anzunehmen und sie zu verurteilen. Trotz des Prozessverlaufs verharrt er in seiner starren Haltung und glaubt nicht mehr zurück zu können. Seine Eitelkeit und die Unfähigkeit, als Autoritätsperson einen Irrtum einzugestehen, machen es ihm unmöglich, das Aburteilen unschuldiger Bürger zu beenden. Nur Pastor Hale gelangt zur Einsicht. Bei dem Versuch, unschuldige Leben zu retten, muss er jedoch verzweifelt erkennen, dass er gegen den Wahn nicht ankommt.

## Historischer Hintergrund und Aktualität des Stückes
Das Stück Hexenjagd basiert auf tatsächlichen Ereignissen. Miller verwendet die Namen existierender Personen. Er schrieb das Stück als Kommentar zur Kommunistenjagd in der McCarthy-Ära. Mit Unterstützung von Jean-Paul Sartre (als Drehbuchautor) und der DDR-Produktionsfirma DEFA entstand eine Verfilmung, in der damals der Kommunistischen Partei Frankreichs nahestehende Stars mitspielten: Mylène Demongeot (Abigail), Yves Montand (John) und Simone Signoret (Elizabeth).
Die damaligen Bewohner von Salem waren Nachfahren der Pilgrim Fathers, englische Puritaner, die 1620 an Bord der Mayflower nach Amerika emigrierten. Nach puritanischem Glauben war das Leben kein Vergnügen, sondern harte Arbeit. Jegliche Vergnügung wie Feiern, Tanzen oder Romanlektüre war verboten. Der Glaube half ihnen, das schwere Leben in einem unbekannten, bedrohlichen Land durchzustehen, aber sie waren auch fanatisch darauf bedacht, ihr „Neues Jerusalem“, das sie aufbauen wollten, nicht durch „falsche“ Wege und trügerische Gedanken zu entehren und zu verderben.
„Die Salemer“, so Miller, „errichteten für hohe Ziele eine Theokratie, eine Kombination von staatlicher und religiöser Macht, deren Funktion es war, die Gemeinschaft zusammenzuhalten und jegliche Uneinigkeit zu verhindern.“
Die Mädchen, die teilweise nackt im Wald tanzten, wussten, dass ihr verbotenes Tun harte Strafen nach sich ziehen konnte (z. B. Auspeitschen). So täuschten sie Anfälle vor, um der Bestrafung zu entgehen, und als das Gerücht von Hexerei aufkam, waren sie froh, die Schuld auf andere abwälzen zu können. Die Dorfbewohner, beständig in Angst vor einer Bedrohung ihrer religiösen Gemeinschaft, waren wiederum froh, eine Erklärung für die mysteriösen „Krankheiten“ ihrer Kinder gefunden zu haben.
150–300 Personen wurden auf die Aussagen der Mädchen hin verhaftet, 30 davon zum Tode verurteilt. 19 wurden gehängt, einer zu Tode gefoltert, vier starben im Gefängnis. Etliche legten ein Geständnis ab, um ihr Leben zu retten. Die anderen wurden später begnadigt, nachdem der Gouverneur aufgrund zunehmender Kritik an der Beweisführung ein neues Gericht einberufen hatte.
Einige der Mädchen leisteten öffentlich Abbitte, ebenso Pastor Hale. Elizabeth Proctor heiratete noch einmal; Abigail Williams tauchte angeblich später in Boston als Prostituierte auf.
Im Jahr 1711, als die Kinder der Opfer schon herangewachsen waren, wurde eine Entschädigung von 578 Pfund und 12 Schilling (heute etwa 42.000 €) bewilligt, wovon John Proctors Familie mit £150 den höchsten Einzelanteil erhielt.

## Leben Arthur Millers
Arthur Miller (1915–2005), als Sohn eines jüdischen Einwanderers in New York geboren, wurde nachhaltig geprägt durch die Depressionszeit der 30er Jahre, in der die Textilfabrik des Vaters bankrottging. Diese Erfahrung und seine jüdische Erziehung weckten Millers kritisches Bewusstsein. 1947 gelang ihm der Durchbruch am Broadway mit dem Drama All My Sons (Alle meine Söhne). Zentrale Themen wie die Konfrontation mit der Lebenslüge, der Vater-Sohn-Konflikt und die mit beidem verknüpfte Verdrängung persönlicher und gesellschaftlicher Verantwortung wurden in Death of a Salesman (Tod eines Handlungsreisenden) wieder aufgenommen, für das Miller 1949 u. a. den Pulitzer-Preis erhielt. 1953 erschien The Crucible (Hexenjagd), nachdem sich Miller intensiv mit der Thematik und den real-historischen Ereignissen befasst hatte.
Hexenjagd ist ein Stück über den Hexenwahn in der frühen Neuzeit, aber es ist auch ein Stück über gesellschaftliche Erscheinungen, die in unserer Zeit immer wieder auftreten können. Es wendet sich gegen Angst und Massenwahn, gegen Denunziation, Gesinnungsschnüffelei und gegen den Missbrauch politischer Macht.
Die Thematik des Stücks und sein soziales Engagement trugen dazu bei, dass Miller in den 50er Jahren zur Zeit des McCarthyismus als Amerikagegner verdächtigt wurde. Er sollte zur „Aufdeckung antiamerikanischer Umtriebe“ Namen von Personen nennen, die an kommunistischen Schriftstellertreffen teilgenommen hatten. Er verweigerte die Aussage und wurde wegen „Missachtung des Kongresses“ zu einer Gefängnis- und Geldstrafe verurteilt. Das Urteil wurde ein Jahr später aufgehoben.
2003 wurde Miller mit dem Jerusalem-Preis für die Freiheit des Individuums in der Gesellschaft ausgezeichnet.
Miller starb am 10. Februar 2005 im Alter von 89 Jahren in Roxbury im US-Bundesstaat Connecticut an Herzversagen. Nach Medienberichten litt er an einer Krebserkrankung und zuletzt auch an einer Lungenentzündung.

## Verfilmungen
- Die Hexen von Salem (1957, BRD-Titel: Hexenjagd, 1958) mit Mylène Demongeot (Abigail Williams), Yves Montand (Proctor) und Simone Signoret (Elizabeth Proctor)
- Hexenjagd (1959) („ITV Play of the Week“ – Staffel 5, Folge 10: The Crucible) mit Susannah York (Abigail), Sean Connery (Proctor), Barbara Chilcott (Elizabeth Proctor)
- Hexenjagd (1967) (TV) mit Tuesday Weld (Abigail Williams), George C. Scott (John Proctor), Colleen Dewhurst (Elizabeth Proctor)
- Hexenjagd (1996) mit Winona Ryder (Abigail Williams), Daniel Day-Lewis (John Proctor) und Joan Allen (Elizabeth Proctor)

## Hörspiele
- Hexenjagd (NWDR 1954) – Regie: Fritz Schröder-Jahn, mit Benno Sterzenbach (John Proctor), Marlene Riphahn (Elizabeth, seine Frau), Dorothea Moritz (Abigail Williams), Hans Paetsch (Pastor John Hale), Franz Schafheitlin (Unterstatthalter Danforth), Karen Hüttmann (Mary Warren), Joseph Offenbach (Ezekiel Cheever)
- Hexenjagd (BR 1957) – Regie: Walter Ohm

## Sekundärliteratur
- Betsy B. Aswad: The Crucible. In: Hermann J. Weiand (Hrsg.): Insight IV – Analyses of Modern British and American Drama. Hirschgraben-Verlag, Frankfurt a. M., ISBN 3-454-12740-8, S. 230–238.
- William Bly: Lektürehilfen Arthur Miller „The Crucible“. Klett Verlag 1990, ISBN 3-12-922236-7 (Barron’s Educational Series)
- Gisela Hermann: The Individual and Society · Discussing Arthur Miller‘s Play „The Crucible“ in a Historical, Political, and Psychological Context. Bayerischer Schulbuch-Verlag, München 1984, ISBN 3-7627-5071-8.
- Rainer Lübbren: Hexenjagd. In: Rainer Lübbren: Arthur Miller. Friedrichs Dramatiker des Welttheaters, Band 19, Friedrich Verlag, Velber bei Hannover, 2. Auflage 1969, S. 60–76.